# Hannu

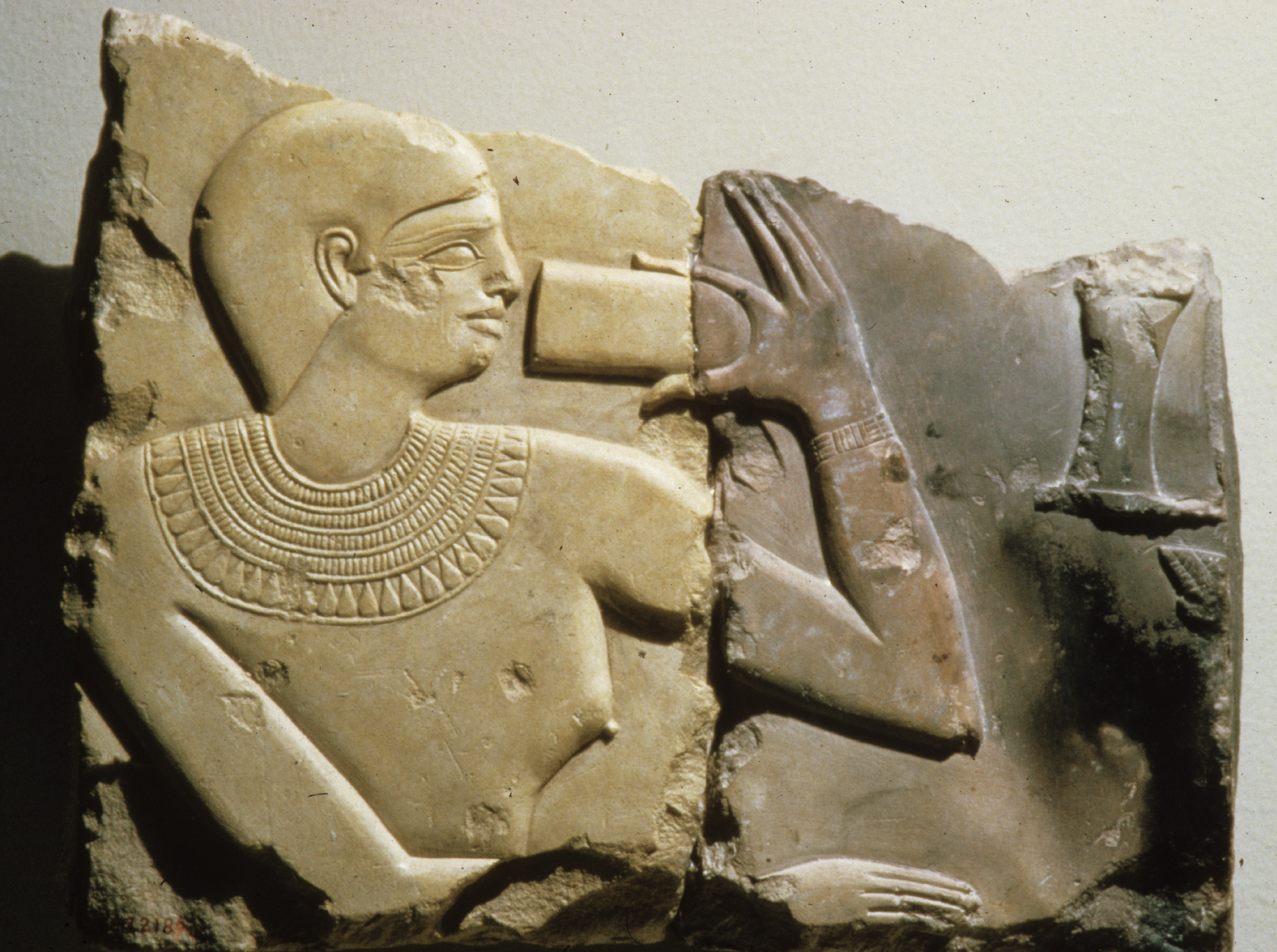
Henenu, o Hannu

Hannu, Henu o Henenu, fue un noble egipcio, que servía como m-r-pr «mayordomo» a Mentuhotep III en el siglo XX a. C. Según consta, volvió a abrir las rutas comerciales a Punt y Libia para el Imperio Medio de Egipto. Fue enterrado en una tumba en Deir el-Bahari, en la necrópolis de Tebas, catalogada como TT313.
Se le conoce por dos inscripciones en Uadi Hammamat, n.º 114 (hacia el 2000 a. C.), como hnw, y en su tumba en Deir el-Bahari como hnnw. No está claro si las dos inscripciones se refieren a la misma persona.William C. Hayes confirmó su identidad mientras que Herbert Eustis Winlock no estaba seguro. James P. Allen consideraba hnw como el sucesor de hnnw como el faraón m-r-pr.

## Viajes
En el octavo año del reinado de Mentuhotep III, Henenu partió de la ciudad de Coptos al frente de un ejército de tres mil hombres, cruzó el desierto arábigo pasando por Uadi Hammamat y llegó a orillas del Mar Rojo.

### Inscripciones
Henenu grabó su expedición en piedra. Bajo el mandato de Sanjkara (Mentuhotep III), cuyo nombre aparece en la posición 58 en la lista Real de Abidos, vivió un funcionario llamado Henenu, está documentado en una inscripción sobre roca, en el mismo valle de Hammamat. Como particularidad de esta época se cree que los reyes de esta dinastía negociaban con Arabia; y así fue como se introdujo el comercio directamente por la ruta del valle desde Coptos hasta el Mar Rojo, lo que propició que las fortunas de la antigua monarquía se recuperaran. 
El primer viaje a la tierra de Punt tuvo lugar durante el reinado de Mentuhotep III, conocido también como Sanjkara.Según la inscripción en la roca, todo lo necesario para la expedición estaba bien preparado y el Faraón eligió como líder y guía al noble Henenu, que nos narra su viaje: 
«Me pusieron al mando de los barcos con destino al País de Punt, para buscar especias perfumadas para el Faraón, que los príncipes de la tierra roja recogían para él por miedo, como el que inspiraba a todas las naciones. Y salí de la ciudad de Coptos. —Y su Majestad dispuso que los hombres armados, que me acompañaran, fueran del Tebaida país situado al sur. 
Después de una parte bastante larga de la inscripción del pasaje destruida, se ha conservado lo suficiente para mostrarnos como el relato cuenta que el ejército acompañó a la expedición para protegerla y defenderla del enemigo, además de oficiales del rey, canteros y otros trabajadores. Henenu continúa:
«Entonces llegué a la Gran Muralla Verde (wSd-wr). Después, construí los navíos y los mandé con todo tipo de materiales y les hice una gran ofrenda de ganado, bueyes y gacelas.Cuando volví de la Gran Muralla Verde, hice lo que Su Majestad había ordenado: le entregué todos los productos que había encontrado en las orillas de la tierra de los dioses. Descendí por WSg (desconocido) (y) Ro-Henu (Uadi Hammamat). Le traje magníficos bloques de piedra para las estatuas del templo».

### Estaciones principales
En su relato del viaje, Henenu habla de cinco estaciones principales en las que el caminante se detuvo. El hombre y la bestia (probablemente un asno, la única bestia de carga que se ha demostrado que fue utilizada en aquellos tiempos) se fortalecían bebiendo agua potable para seguir avanzando.Es la misma ruta que, en tiempos de los ptolemeos y los romanos, llevaba de Coptos en dirección este al puerto de Leucos Limén (actualmente Quseir) en el Mar Rojo. La gran carretera comercial de los mercaderes de todos los países, que comercializaban con los maravillosos productos de Arabia y la India; el puente de las naciones, que unía Asia con Europa.